# دورة فرنسا المفتوحة 1968
في عام 1968, تم إدراج بطولة (البطولات الفرنسية لكرة المضرب) تحت فئة البطولات الكبرى، وتم تغيير اسمها إلى الاسم الحالي (دورة رولان غاروس)، وهنا قائمة بطولات تلك العام:

## الكبار

### فردي رجال
كين روزوال هزم  رود لافر، والنتيجة: 6-3, 6-1, 2-6, 6-2

### فردي سيدات
نانسي ريتشي هزم  أن هايدون جونز، والنتيجة: 5-7, 6-4, 6-1

### زوجي رجال
كين روزوال و فريد ستول هزما  روي إيمرسون و رود لافر، والنتيجة: 6-3, 6-4, 6-3

### زوجي سيدات
فرانسيس دور و أن هايدون جونز هزما  روزمارس كاسلس و بيلي جين كينغ، والنتيجة: 7-5, 4-6, 6-4

### زوجي مختلط
فرانسيس دور و جان كلود باركلاي هزما  بيلي جين كينغ و أوين دافيدسون، والنتيجة: 6-1, 6-4